# 동진여자중학교
동진여자중학교(東鎭女子中學校)는 대한민국 경상남도 창원시 진해구 풍호동에 있는 공립 중학교이다.

## 학교 연혁
- 1985년 12월 19일 : 동진여자중학교 설립 인가
- 1986년 3월 6일 : 개교 및 입학식
- 1989년 2월 16일 : 제1회 졸업식(졸업생 330명)
- 2013년 10월 24일 : 그린스쿨 및 체육관 준공
- 2023년 1월 5일 : 제35회 졸업식(졸업생 202명, 졸업생누계 9,166명)
- 2023년 3월 2일 : 신입생 입학식(202명)
- 2023년 9월 1일 : 제19대 최용만 교장 부임

## 참고 자료
- 동진여자중학교 - 한국교육학술정보원 학교알리미